# Kazimierz Gąsiorowski (inżynier)

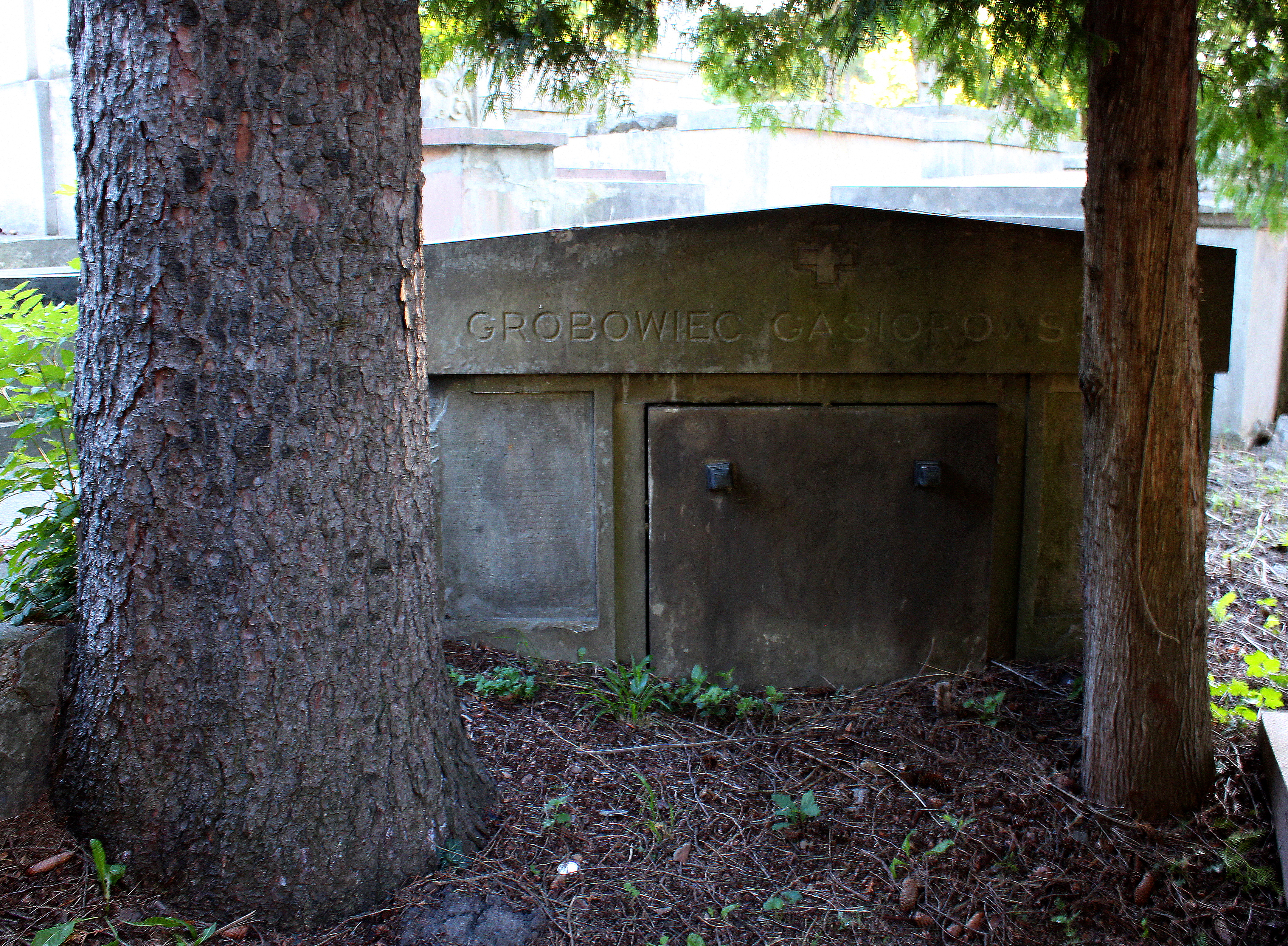

Kazimierz Gąsiorowski (ur. ok. 1856, zm. 15 maja 1936 we Lwowie) – polski inżynier górnictwa.

## Życiorys
Był dyrektorem kopalni wosku ziemnego w Borysławiu (w tym czasie w 1898 został mianowany członkiem komisji krajowej we Lwowie w sprawie wystawy międzynarodowej w Paryżu, zaplanowanej na 1900), następnie (1907) kierował gwarectwem naftowym i gazowym w miejscowości Niebyłów (powiat doliński). Od 1913 do 1936 sprawował stanowisko prezydenta Izby Inżynierskiej we Lwowie, zarówno w okresie zaboru austriackiego w ramach autonomii galicyjskiej, jak i po odzyskaniu przez Polskę niepodległości w niepodległej II Rzeczypospolitej. W 1922 pełnił funkcję konzulenta dla spraw terenów naftowych przy Ministerstwie Przemysłu i Handlu.
Zmarł 15 maja 1936 we Lwowie w wieku 80 lat.